# Coupe du monde de saut à ski 1996-1997
Navigation
Édition précédente Édition suivante
L'édition 1996/1997 de la coupe du monde de saut à ski est une compétition sportive internationale rassemblant les meilleurs athlètes mondiaux pratiquant le saut à ski. Elle s'est déroulée entre le 30 novembre 1996 et le 23 mars 1997 et a été remportée par le Slovène Primož Peterka suivi de l'Allemand Dieter Thoma et du Japonais Kazuyoshi Funaki.

## Classement général
| Rang | Nom                | Pays      | Points |
| ---- | ------------------ | --------- | ------ |
| 1    | Primož Peterka     | Slovénie  | 1402   |
| 2    | Dieter Thoma       | Allemagne | 1208   |
| 3    | Kazuyoshi Funaki   | Japon     | 1018   |
| 4    | Takanobu Okabe     | Japon     | 941    |
| 5    | Hiroya Saito       | Japon     | 923    |
| 6    | Andreas Goldberger | Autriche  | 817    |
| 7    | Kristian Brenden   | Norvège   | 793    |
| 8    | Janne Ahonen       | Finlande  | 734    |
| 9    | Jani Soininen      | Finlande  | 657    |
| 10   | Adam Małysz        | Pologne   | 612    |

## Résultats
| Date              | Lieu                   | Vainqueur                                                                   | Deuxième                                                                                  | Troisième                                                                 |
| ----------------- | ---------------------- | --------------------------------------------------------------------------- | ----------------------------------------------------------------------------------------- | ------------------------------------------------------------------------- |
| 30 novembre 1996  | Lillehammer            | Dieter Thoma                                                                | Kristian Brenden                                                                          | Hiroya Saito                                                              |
| 1er décembre 1996 | Lillehammer            | Kristian Brenden                                                            | Espen Bredesen                                                                            | Dieter Thoma                                                              |
| 7 décembre 1996   | Kuusamo                | Takanobu Okabe                                                              | Kazuyoshi Funaki                                                                          | Andreas Goldberger                                                        |
| 8 décembre 1996   | Kuusamo                | Primož Peterka                                                              | Lasse Ottesen                                                                             | Takanobu Okabe                                                            |
| 14 décembre 1996  | Harrachov              | Kazuyoshi Funaki                                                            | Primož Peterka                                                                            | Takanobu Okabe                                                            |
| 15 décembre 1996  | Harrachov              | Primož Peterka                                                              | Andreas Goldberger                                                                        | Kristian Brenden                                                          |
| 29 décembre 1996  | Oberstdorf             | Dieter Thoma                                                                | Kristian Brenden                                                                          | Andreas Goldberger                                                        |
| 1er janvier 1997  | Garmisch-Partenkirchen | Primož Peterka                                                              | Andreas Goldberger                                                                        | Takanobu Okabe                                                            |
| 4 janvier 1997    | Innsbruck              | Kazuyoshi Funaki                                                            | Primož Peterka                                                                            | Ari-Pekka Nikkola                                                         |
| 6 janvier 1997    | Bischofshofen          | Dieter Thoma                                                                | Adam Małysz                                                                               | Primož Peterka                                                            |
| 11 janvier 1997   | Engelberg              | Primož Peterka                                                              | Dieter Thoma                                                                              | Adam Małysz                                                               |
| 12 janvier 1997   | Engelberg              | Primož Peterka                                                              | Janne Ahonen                                                                              | Jani Soininen                                                             |
| 18 janvier 1997   | Sapporo                | Adam Małysz                                                                 | Sturle Holseter Mika Laitinen                                                             | -                                                                         |
| 19 janvier 1997   | Sapporo                | Dieter Thoma                                                                | Roar Ljoekelsoey                                                                          | Takanobu Okabe                                                            |
| 26 janvier 1997   | Hakuba                 | Adam Małysz                                                                 | Noriaki Kasai                                                                             | Masahiko Harada                                                           |
| 1er février 1997  | Willingen              | Martin Hoellwarth                                                           | Dieter Thoma                                                                              | Primož Peterka                                                            |
| 2 février 1997    | Willingen              | Hiroya Saito                                                                | Dieter Thoma                                                                              | Roar Ljoekelsoey                                                          |
| 8 février 1997    | Kulm                   | Takanobu Okabe                                                              | Andreas Goldberger                                                                        | Primož Peterka                                                            |
| 9 février 1997    | Kulm                   | Primož Peterka                                                              | Andreas Goldberger                                                                        | Takanobu Okabe                                                            |
| 8 mars 1997       | Lahti                  | Finlande - Jani Soininen - Mika Laitinen - Ari-Pekka Nikkola - Janne Ahonen | Autriche - Andreas Widhoelzl - Martin Hoellwarth - Stefan Horngacher - Andreas Goldberger | Norvège - Simen Berntsen - Roar Ljoekelsoey - Haavard Lie - Lasse Ottesen |
| 9 mars 1997       | Lahti                  | Andreas Widhölzl                                                            | Pasi Kytoesaho                                                                            | Jani Soininen                                                             |
| 12 mars 1997      | Kuopio                 | Kazuyoshi Funaki                                                            | Nicolas Dessum                                                                            | Primož Peterka                                                            |
| 13 mars 1997      | Falun                  | Primož Peterka                                                              | Dieter Thoma                                                                              | Hiroya Saito                                                              |
| 16 mars 1997      | Oslo                   | Kazuyoshi Funaki                                                            | Hiroya Saito                                                                              | Bruno Reuteler                                                            |
| 22 mars 1997      | Planica                | Takanobu Okabe                                                              | Kazuyoshi Funaki                                                                          | Jani Soininen                                                             |
| 23 mars 1997      | Planica                | Akira Higashi                                                               | Primož Peterka                                                                            | Lasse Ottesen                                                             |

## Liens & Source
Résultats Officiels FIS